# Joachim Peiper
Joachim Peiper nebo často nazýván Jochen Peiper (30. leden 1915 – 14. červenec 1976) byl německý důstojník Waffen-SS v hodnosti SS-Standartenführer (plukovník) a usvědčený válečný zločinec z druhé světové války. Mimo jiné byl držitelem mnoha vojenských vyznamenáních včetně rytířského kříže s dubovými ratolestmi a meči. Nikdy se nestal členem NSDAP.

## Mládí a počátky u SS
Narodil se 30. ledna roku 1915 v berlínské části Wilmersdorf v Prusku jako syn kapitána pruské císařské armády, který sloužil v bojích ve východní Africe za první světové války.

## Shrnutí vojenské kariéry
Joachim (on sám dával přednost oslovení Jochen, protože Joachim mu znělo příliš židovsky) Peiper se narodil v roce 1915 a už v 19 letech vstoupil do SS-VT. Jeden z jeho bratrů sloužil v SS-TK a druhý v SD. Po prodělání dvouletého důstojnického studia byl v roce 1936 přidělen k Leibstandarte. V roce 1938 dělal tři měsíce pobočníka Heinrichu Himmlerovi. V té době přicházel do styku s veliteli koncentračních táborů a z toho důvodu se předpokládá, že znal plány na „konečné řešení židovské otázky“.
V době vpádu do Polska sloužil v Hitlerově štábu. Bojový křest si prodělal v roce 1940, kdy spolu s Leibstandarte bojoval ve Francii. Zde vedl útok na výšiny u města Wattenberg a byl vyznamenán Železným křížem I. a II. třídy. Dlouhou dobu velel 3. praporu 2. pluku pancéřových granátníků SS a vysloužil si pověst vynikajícího velitele. V roce 1944 se během ofenzívy v Ardenách proslavil jako velitel SS-Kampfgruppe Peiper, která postupovala v čele německých sil. Následně byl povýšen na SS-Standartenführera a ujal se velení 1. tankového pluku SS. Tím se stal nejmladším plukovníkem v rámci celých Waffen SS. Po nezdaru ardenské ofenzívy Joachim Peiper a jeho muži opustili tanky v belgickém městě La Gleize a následoval pěší pochod zpátky k německé linii.

## Poválečný soud
Zapletl se do masakrů v Itálii a Malméd (v italském městě Boves, 1943, bylo vypáleno 350 domů, 21 civilistů zastřeleno a dva civilní vyjednávači upáleni; v Malmédách, 1944, bylo zastřeleno 84 zajatých amerických vojáků) a po válce byl souzen před tribunálem jako obviněný číslo 42. Kvůli stížnostem na neférovost procesu byl trest smrti oběšením u Peipera a dalších šesti obviněných změněn na doživotní žalář a později zmírněn na 35 let vězení. Peiper byl nakonec v roce 1956 propuštěn na svobodu, po více než 11 letech vězení. I poté zůstal horlivým nacistou a život v poválečném Německu se mu nelíbil. Jeho sousedům navíc vadila jeho minulost. Zkoušel pracovat jako manažer v koncernu Porsche, ale odbory donutily firmu, aby pracovní poměr ukončila. Poté pracoval jako soukromý prodejce pro automobilku Volkswagen. V 60. letech byl znovu obžalován z válečných zločinů, nezávisle v Západním Německu i v Rakousku, ale oba případy byly zastaveny pro nedostatek přímých důkazů. V roce 1970 se proto odstěhoval do Francie, kde byl v červenci 1976 zavražděn.

## Smrt
Peiper se přestěhoval do Traves a bydlel v domě, který mu pronajal bývalý důstojník Waffen-SS, Erwin Ketelhut. Francouzské úřady vydaly Peiperovým povolení k pobytu do roku 1977, tak dlouho tam však nevydržel. V červnu 1976 v jeho bydlišti v Traves byly distribuovány mezi lidi letáky, které ukazovaly Peipera jako válečného zločince a nacistu. Na zdech se objevily nápisy „Peipere, dojdeme si pro tebe 14. července!“ (14. července je francouzský státní svátek). Policie mu nabídla ochranu, ovšem pouze během dne, a německá ambasáda mu doporučila na nějakou dobu vycestovat z Francie.
Ráno 13. července dostal Peiper výhružný telefonát, že jeho dům bude vypálen. Proto svojí ženu, která měla rakovinu, poslal ihned zpět do Německa. Poté poštou odeslal dopisy a nedokončený rukopis své knihy svým bývalým spolubojovníkům z Waffen-SS. Později téhož dne zvažoval situaci s Erwinem Ketelhutem. Peiper se domníval, že lidé, kteří mu vyhrožují, jsou ve skutečnosti zbabělci a pokud skutečně přijdou, dokáže je zahnat střelbou ze své pistole a malorážné pušky. Ketelhut mu navíc poskytl brokovnici a slíbil, že bude sledovat okolí ze svého domu. Po 22:30 však Ketelhut šel spát a až asi v jednu hodinu po půlnoci jej probudily hasičské sirény.
Tělo bývalého Standartenführera Jochena Peipera našli hasiči silně ohořelé uvnitř domu, hodinky nalezené na těle se zastavily v čase 1:07. Vyšetřovatelé zjistili, že dřevěný dům byl zapálen na třech místech a nedaleko domu se našel jeden nepoužitý Molotovův koktejl. Vyšetřovatelé dále nalezli na verandě brokovnici a tři vystřelené nábojnice a blízko těla byla nalezena pistole s pěti vystřelenými náboji a malorážka s jedním vystřeleným nábojem v komoře. V okolí domu se nalezly střely z těchto zbraní, kterými se Peiper zřejmě snažil zahnat útočníky. Na verandě ani jinde v domě se žádné střely nenašly a tudíž žádné důkazy o tom, že by útočnici měli v úmyslu Peipera usmrtit. Jedenašedesátiletý Peiper se zřejmě zadusil kouřem, když z hořícího domu vynášel osobní věci a šaty své ženy. Útočníci nebyli vypátráni. Peiper byl rodinou pohřben v Schondorf am Ammersee v Bavorsku. 

## Data povýšení
- SS-Anwärter - 16. říjen, 1933
- SS-Mann - 23. leden, 1934
- SS-Sturmann - 7. září, 1934
- SS-Rottenführer - 10. říjen, 1934
- SS-Unterscharführer - 1. březen, 1935
- SS-Standartenjunker - 11. září, 1935
- SS-Standartenoberjunker - 5. březen, 1936
- SS-Untersturmführer - 20. duben, 1936
- SS-Obersturmführer - 30. leden, 1939
- SS-Hauptsturmführer - 6. červen, 1940
- SS-Sturmbannführer - 30. leden, 1943
- SS-Obersturmbannführer - 11. listopad, 1943
- SS-Standartenführer - 20. duben, 1945

## Významná vyznamenání
- Rytířský kříž Železného kříže - 9. březen, 1943
- Dubové ratolesti k rytířskému kříži (377. držitel) - 27. leden, 1944
- Meče k rytířskému kříži (119. držitel) - 11. leden, 1945
- Německý kříž ve zlatě - 6. květen, 1943
- Železný kříž II. třídy
- Železný kříž I. třídy
- Medaile za východní frontu
- Medaile za Anschluss
- Sudetská pamětní medaile se sponou Pražský hrad
- Útočný odznak pěchoty v bronzu
- Odznak za samostatné zničení tanku
- Spona za boj zblízka ve stříbře
- Jezdecký odznak v bronzu
- Sportovní odznak SA v bronzu
- Medaile za záchranu života ve zlatě
- Totenkopfring
- Čestná dýka Reichsführera SS